# 眠る君の横顔に微笑みを
『眠る君の横顔に微笑みを』（ねむるきみのよこがおにほほえみを）は、三枝夕夏 IN dbの7枚目のシングル。

## 解説
- 前作に引き続き『名探偵コナン』のタイアップ。自身2番目の売り上げを記録している。友達の結婚の知らせをきっかけに書き出した曲。
- 初回盤は自身初のDVD付となっている。
- 『名探偵コナン』のエンディングテーマとして長期間使用され、話数も「君への嘘」、「Free Magic」に次いで3番目の多さである。

## 収録曲
全作詞：三枝夕夏
1. 眠る君の横顔に微笑みを
作曲：大野愛果、編曲：小澤正澄
  - 日本テレビ･読売テレビ系アニメ『名探偵コナン』エンディングテーマ
2. かけがえない想い君に届け
作曲：三好誠、編曲：小澤正澄
3. Graduation 〜Acoustic version〜
作曲：中村由利、編曲：徳永暁人
  - ミニアルバム『Secret&Lies』収録曲のアコースティックバージョン。
4. 君と約束した優しいあの場所まで 〜TV version〜
5. 眠る君の横顔に微笑みを 〜Instrumental〜

### DVD（初回限定盤のみ）
Special Live Movie & Making Movie

## 収録アルバム
- U-ka saegusa IN db II（#1）
- 三枝夕夏 IN d-best 〜Smile&Tears〜（#1）
- U-ka saegusa IN db Final Best（#1）
- THE BEST OF DETECTIVE CONAN 3 〜名探偵コナン テーマ曲集3〜（#1）
- GIZA studio 10th Anniversary Masterpiece BLEND 〜LOVE Side〜（#1）

| テレビアニメ『名探偵コナン』エンディングテーマ 2004年2月9日 - 2004年10月25日 |                                           |                                |
| 前作: GARNET CROW 『君という光』                                             | 三枝夕夏 IN db 『眠る君の横顔に微笑みを』 | 次作: GARNET CROW 『忘れ咲き』 |